# Erica hebdomadalis
Erica hebdomadalis är en ljungväxtart som beskrevs av E.G.H. Oliver och J.M. Oliver. Erica hebdomadalis ingår i släktet klockljungssläktet, och familjen ljungväxter. Inga underarter finns listade i Catalogue of Life.